# Saser Kangri
Der Saser Kangri I (auch Saser Kangri oder Sasir Kangri) ist ein Berg im Saser Muztagh, der südöstlichsten und zu Indien gehörenden Bergkette des Karakorums.

## Saser Kangri I
Als Saser Kangri oder Sasir Kangri wird auch das Bergmassiv, in welchem sich die Berge Saser Kangri I, Saser Kangri II und Saser Kangri III erheben, bezeichnet. Der Saser Kangri I hat eine Höhe von 7672 m. Er ist der höchste Berg im Saser Muztagh sowie der 35. höchste Berg der Erde. An seiner Ostflanke strömt der Nördliche Shukpa-Kunchang-Gletscher.

## Saser Kangri IV
Der 1,64 km westnordwestlich gelegene Nebengipfel Saser Kangri IV (⊙) hat eine Höhe von 7415 m und eine Schartenhöhe von 255 m.

## Plateau Peak
Einen weiteren Nebengipfel stellt der 7287 m (nach anderen Angaben 7310 m) hohe Plateau Peak (⊙) dar. Er befindet sich 3,03 km südsüdwestlich des Saser Kangri. Der dazwischen liegende Sattel liegt auf einer Höhe von 7060 m.

## Besteigungsgeschichte
Der Saser Kangri I wurde erstmals am 5. Juni 1973 durch ein indisch-tibetisches Grenzpolizei-Team bestiegen. Der Saser Kangri IV wurde am 6. Juni 1987 erstmals von einer indisch-britischen Expedition bestiegen.
Die Erstbesteigung des Plateau Peak gelang einer indischen Expedition (Debraj Datta, Subrate De, Pradeep Ch Sahoo, Prasanta Gorai, Dawa Sherpa, Lakpa Norbu Sherpa, Lakpa Tenzing Sherpa, Mingma Sherpa, Phurba Sherpa) am 31. Juli 2013 über den Westgrat.